# 16194 Roderick
16194 Roderick este un asteroid din centura principală de asteroizi.

## Descriere
16194 Roderick este un asteroid din centura principală de asteroizi. A fost descoperit pe 4 ianuarie 2000 la Stația Anderson Mesa în cadrul programului LONEOS. Asteroidul prezintă o orbită caracterizată de o semiaxă mare de 3,16 ua, o excentricitate de 0,11 și o înclinație de 13,0° în raport cu ecliptica.